# 달심 (기업)
달심은 2019년 5월 3일에 아내를 걱정하는 남편의 마음으로 시작한 주식회사 디에스네이처의 이너뷰티 브랜드이다. 
과거의 풍요롭지 못했던 시절, 건강과 안녕을 기원했던 대상인 '달'과 순수한 마음 '심'을 합쳐 '아내의 건강과 안녕을 기원하는 남편의 마음을 뜻을 담아 런칭했다.

## 연혁
2019년 (주)디에스네이처 설립 및 달심 브랜드 론칭
2019년 다수 성형외과 기술 제휴 및 R&D관련 MOU체결
2021년 중소벤처기업진흥공단 '(주)디에스네이처, 벤처기업인증
2021년 중소벤처기업부 '초기창업패키지' 최우수기업 선정
2021년 중소벤처기업부 '창업도약패키지' 최종 선정
2021년 기술보증기금 '프론티어 벤처기업' 선정
2022년 기술보증기금/중소벤처기업부 기술혁신형 중소기업(Inno-Biz)인증
2023년 달심x네고왕 [클렌즈주스왕]
2024년 달심x워크맨 [고객센터 알바(달심주스)]
2024년 달심xCJ온스타일 '최화정쇼' 론칭
- 음료수
- 기업